# IC 4779
IC 4779 је спирална галаксија у сазвјежђу Паун која се налази на листи објеката дубоког неба у Индекс каталогу.
Деклинација објекта је - 63° 0' 47" а ректасцензија 18h 50m 30,4s. Привидна величина (магнитуда) објекта IC 4779 износи 14,1 а фотографска магнитуда 14,9. IC 4779 је још познат и под ознакама ESO 104-17, DRCG 51-49, PGC 62480.